# Newport, New Hampshire
Newport är en kommun (town) i Sullivan County i delstaten New Hampshire, USA med 6 507 invånare (2010). Newport är huvudort (county seat) i Sullivan County.